# ساندویچ کلاب

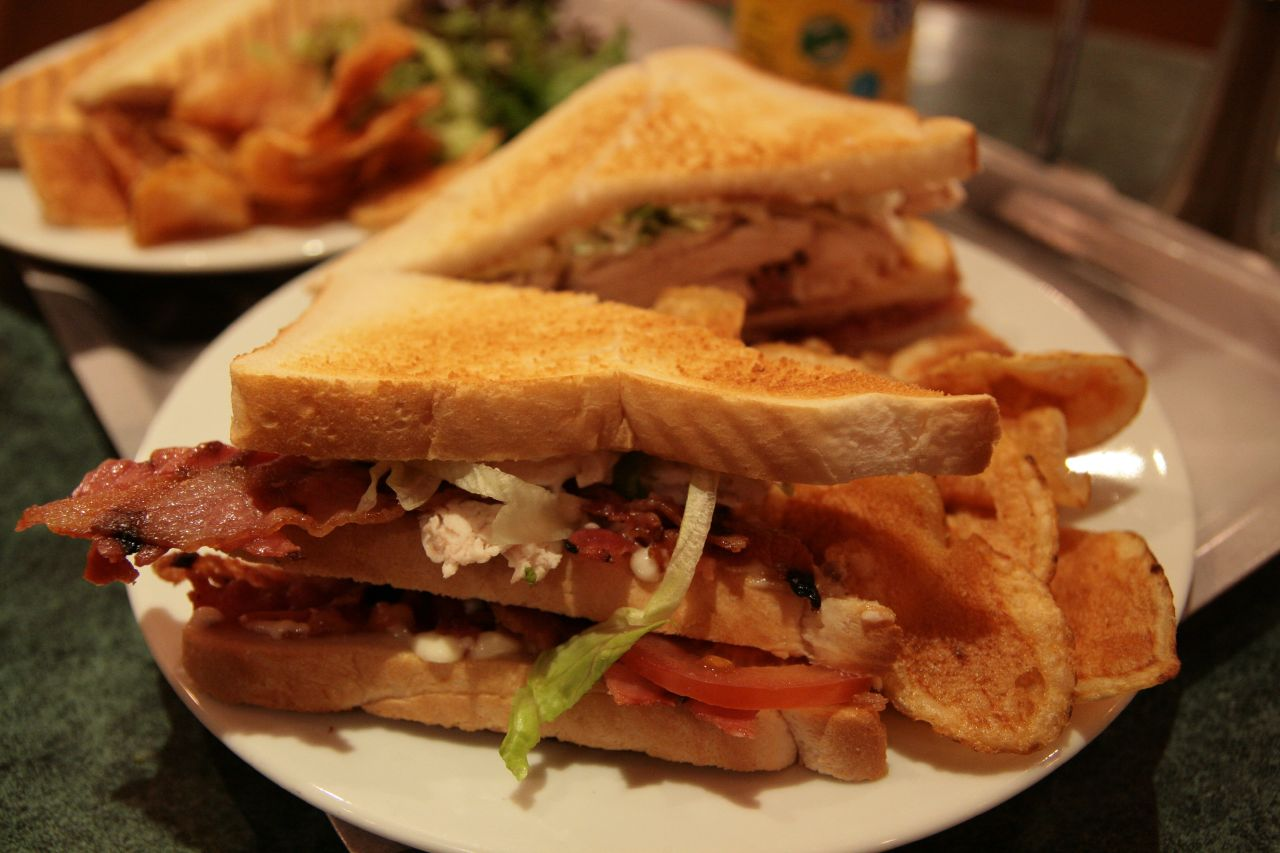
یک ساندویچ کلاب معمولی

ساندویچ کِلاب یک ساندویچ دولایه است که با قرار دادن مواد غذایی بین سه برش نان تست تهیه می‌شود. برای تهیه این ساندویچ به‌طور سنتی، گوشت بوقلمون را در لایه پایین و بیکن، کاهو و گوجه فرنگی را در لایه بالا قرار می‌دهند. گاهی این ساندویچ را به‌طور خاص، کلاب بوقلمون می‌نامند. در ساندویچ کلاب‌های دیگر از مواد غذایی دیگری در لایه پایین استفاده می‌شود، به عنوان مثال در «کلاب مرغ» یا «کلاب رست بیف».